# 岡崎ゆう
岡崎 ゆう（おかざき ゆう、1996年8月24日 - ）は、日本の女優。愛知県出身。ミッシングピース所属。

## 人物
- 身長158cm。
- 趣味は映画鑑賞、アート展鑑賞、カフェ巡り。
- 特技はダンス、テニス、サッカー、茶道。
- モダンダンス6年、ジャズダンス・ヒップホップ7年、中学の時はフットサルと体を動かすのが好き。

## 出演

### 映画
- ミンナのウタ（2023年8月11日公開、監督：清水崇） - 不倫カップル 役[1]
- あのコはだぁれ?（2024年7月19日公開、監督：清水崇）
- 光る校庭（2023年12月1日公開、監督：比嘉一志） - 他の先生 役[2]

### ドラマ
- 「会社は学校じゃねぇんだよ」Ameba TV（2018年）
- 「御曹司ボーイズ」Ameba TV（2019年） - 『プリンスマリッジ』参加者 役
- 「1122 いいふうふ」Amazon Prime（2024年）#第3話 - 社員 役
- 「ガチ恋と私、捧げます」TikTokドラマ（2024年）

### 舞台
- 山口ちはるプロデュース「トレイントレイン〜10人の嘘つき〜」（2019年）
- Gahornz Remake4「ドゥック・デャック・デュック」（2022年）
- Gahornz Creation（2023年）
- 「まわれ！無敵のマーダーケース」（2023年）

### CM
- 積水ハウス